# Auer Dult

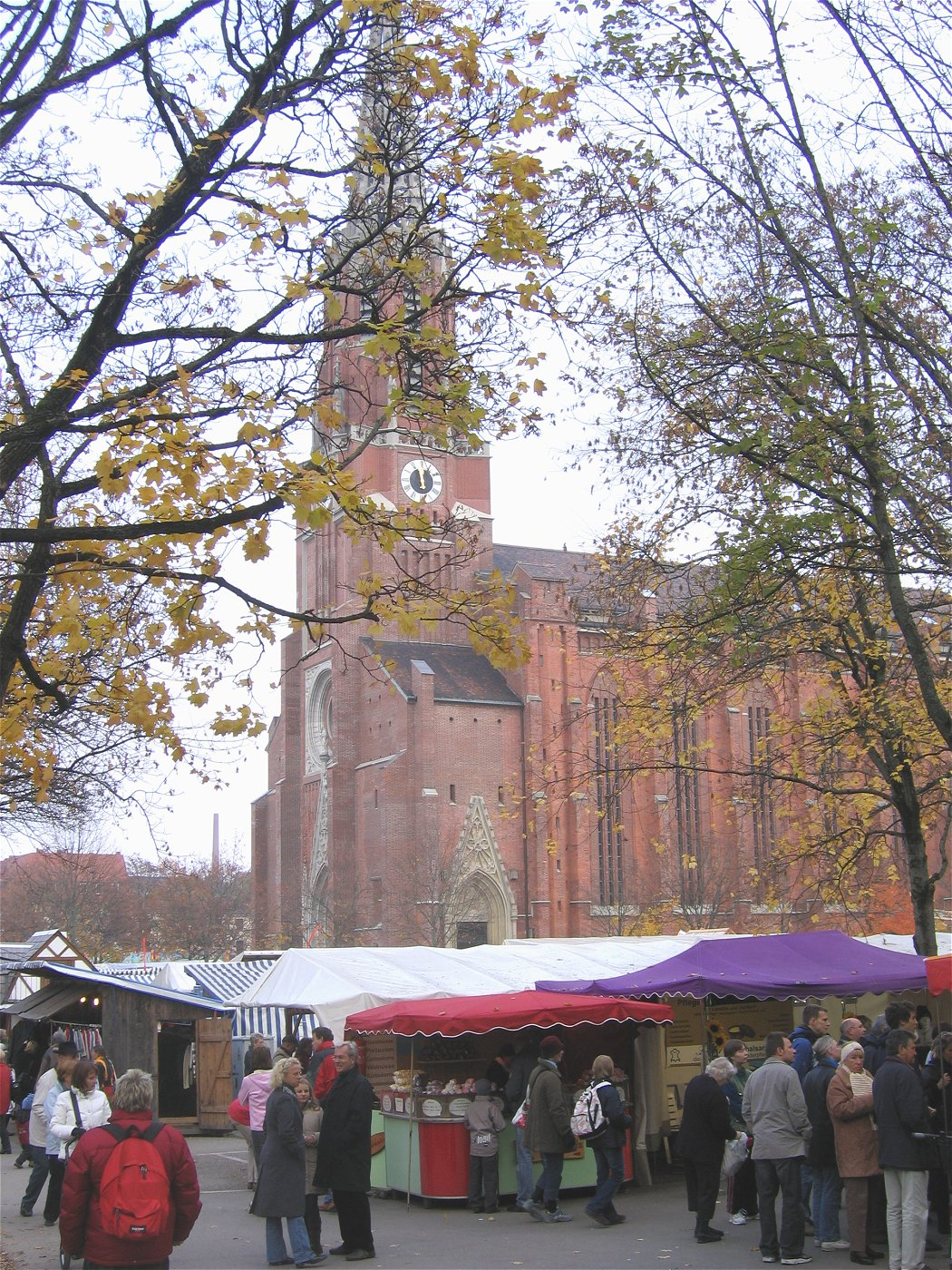
I tendoni dell‘Auer Dult. Sullo sfondo la Mariahilfkirche.

(Adolf Althen, Monaco)
L'Auer Dult (in italiano letteralmente Fiera di Au) è un mercato tradizionale di Monaco di Baviera. Si tiene tre volte l'anno nella Mariahilfplatz, nel quartiere di Au. Il primo mercato dell'anno, il cosiddetto Maidult, si svolge nel primo fine settimana di maggio, con inizio eventualmente dall'ultimo sabato di aprile. Lo Jakobidult si tiene tra la fine di luglio e l'inizio di agosto, e il  Kirchweihdult avviene nella settimana della festa patronale in ottobre.

## Storia
Lo Jakobidult fu allestito per la prima volta nel 1310 nella località Anger, l'attuale Sankt-Jakobs-Platz. Dal 1791 si svolse nelle vie Kaufinger e Neuhauser. Nel 1796 il principe elettore Carlo Teodoro assegnò al sobborgo monacense di Au, ad est dell'Isar, il diritto di tenere una fiera due volte l'anno. In quest'occasione ebbe origine il nome Auer Dult. Dal 1905, con l'eccezione degli anni 1943–1946, esso si svolge tre volte l'anno e dura ogni volta nove giorni, dal sabato alla domenica della settimana seguente.

## Mercato

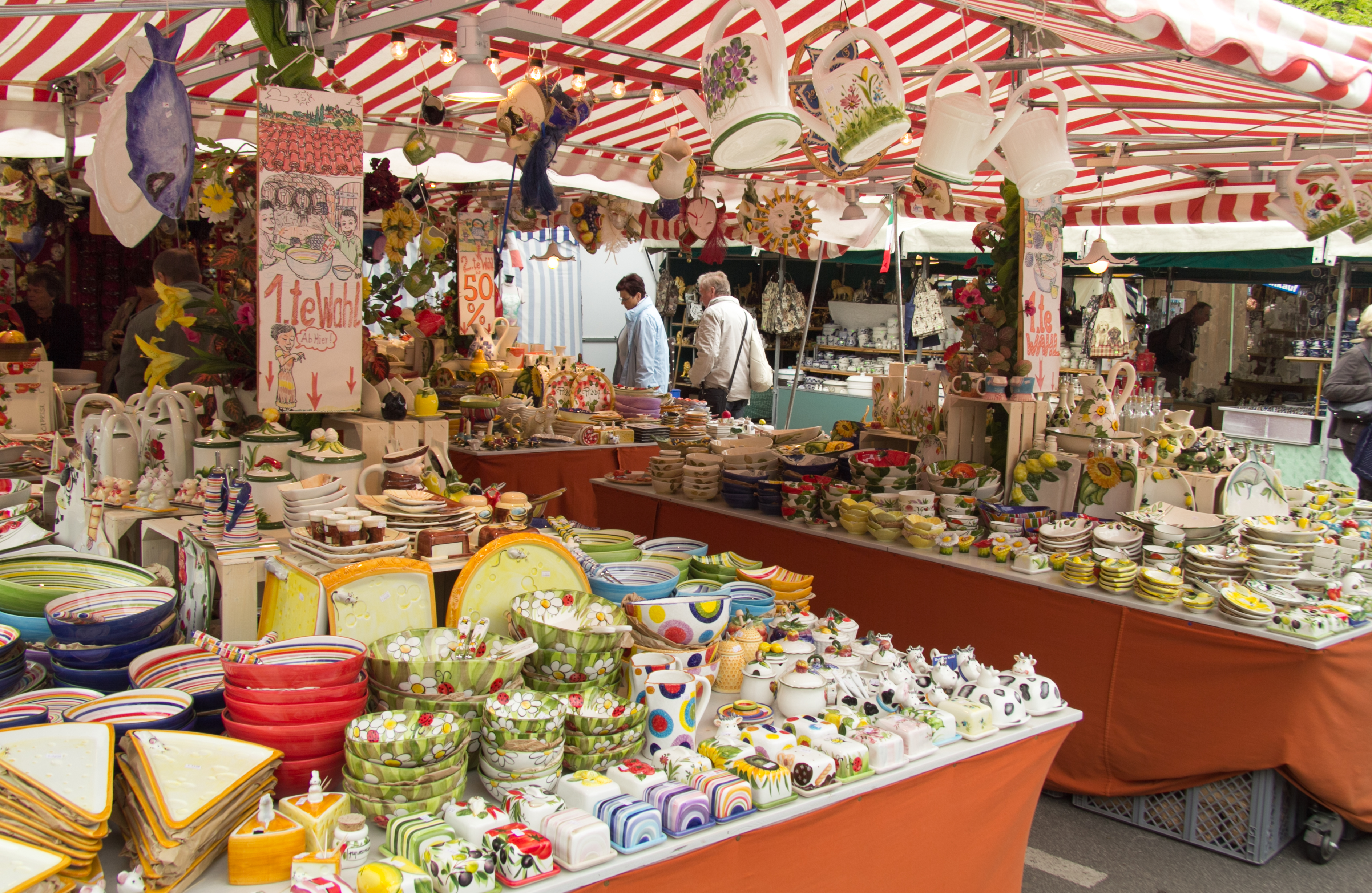
Un banco delle stoviglie.

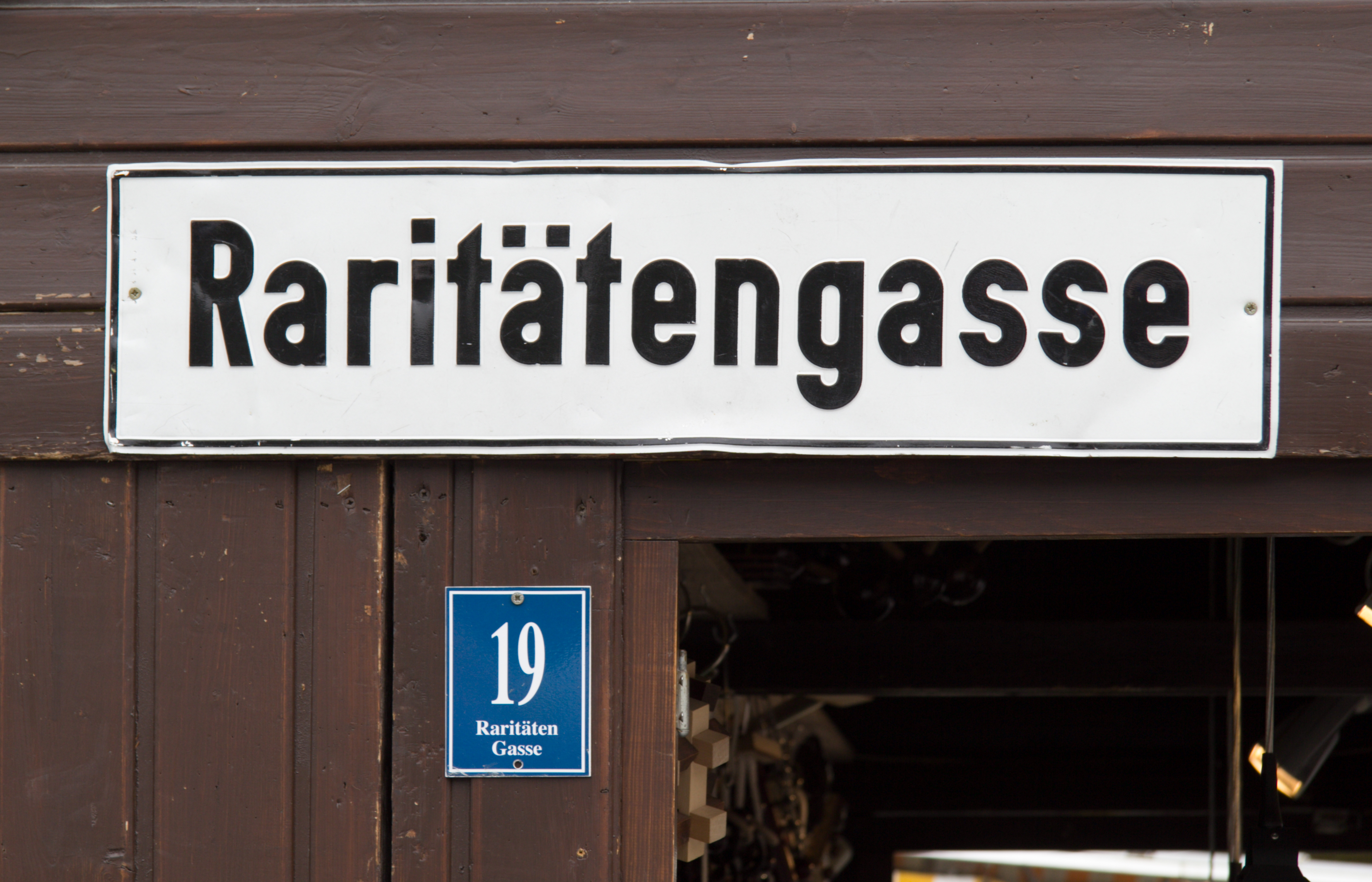
Nella via delle rarità si possono trovare molti banchi di antiquariato.

Al mercatino artistico e antiquario partecipano molti espositori di Monaco e dintorni. Essi mettono in vendita libri antiquari e oggetti d'uso comune. L'assortimento spazia dall'orinale agli antichi mobili di casa colonica. La portata di questo mercato è stata cantata da Fred Rauch nel suo brano Auer Dult (Das Münchner Jahr).
All'Auer Dult sono in vendita anche grandi quantità di stoviglie: su numerosi Standln (banchi di vendita) sono esposte porcellane e oggetti in ceramica. Accanto si trovano molti oggetti per la gestione della casa, rimedi naturali e capi d'abbigliamento.

## Festa popolare

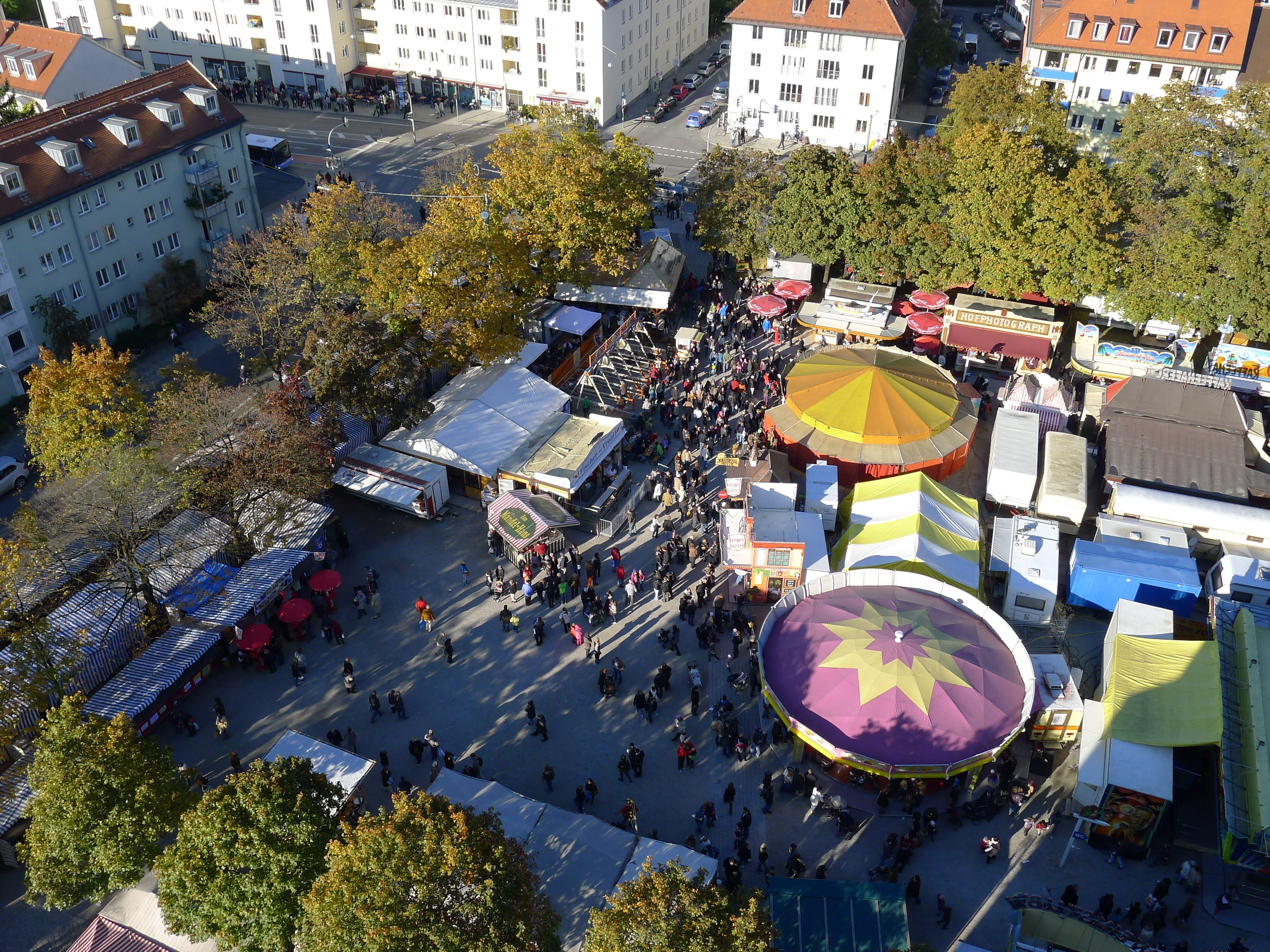
Vista sulle giostre dalla torre della Mariahilfkirche.

Al mercato si accompagnano anche diverse giostre, di tipo sia più tradizionale sia più moderno, per intrattenere i bambini, così come tavole calde che propongono piatti della tradizione bavarese e tendoni sotto i quali si serve la birra.
Uno dei baracconisti più noti è Stephan Bastian, il "Fotografo della corte reale bavarese", che frequenta l'Auer Dult dal 1976.
Al confronto con l'Oktoberfest e con la festa di primavera, l'Auer Dult è tranquillo ed è semplice circolarvi. Ogni anno si contano circa 300 000 visitatori.